# Antraknoza maliny i jeżyny

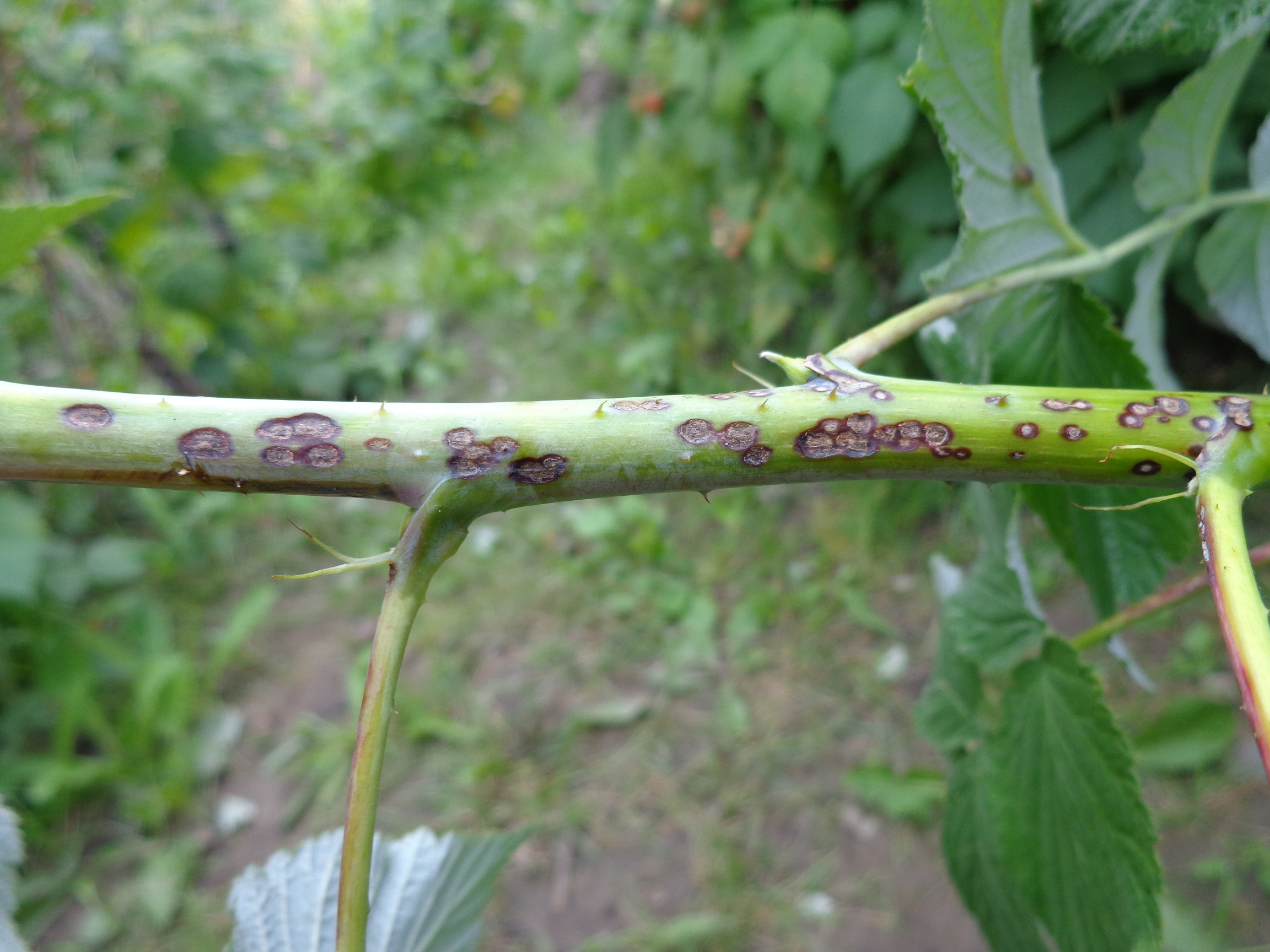
Objawy na pędzie

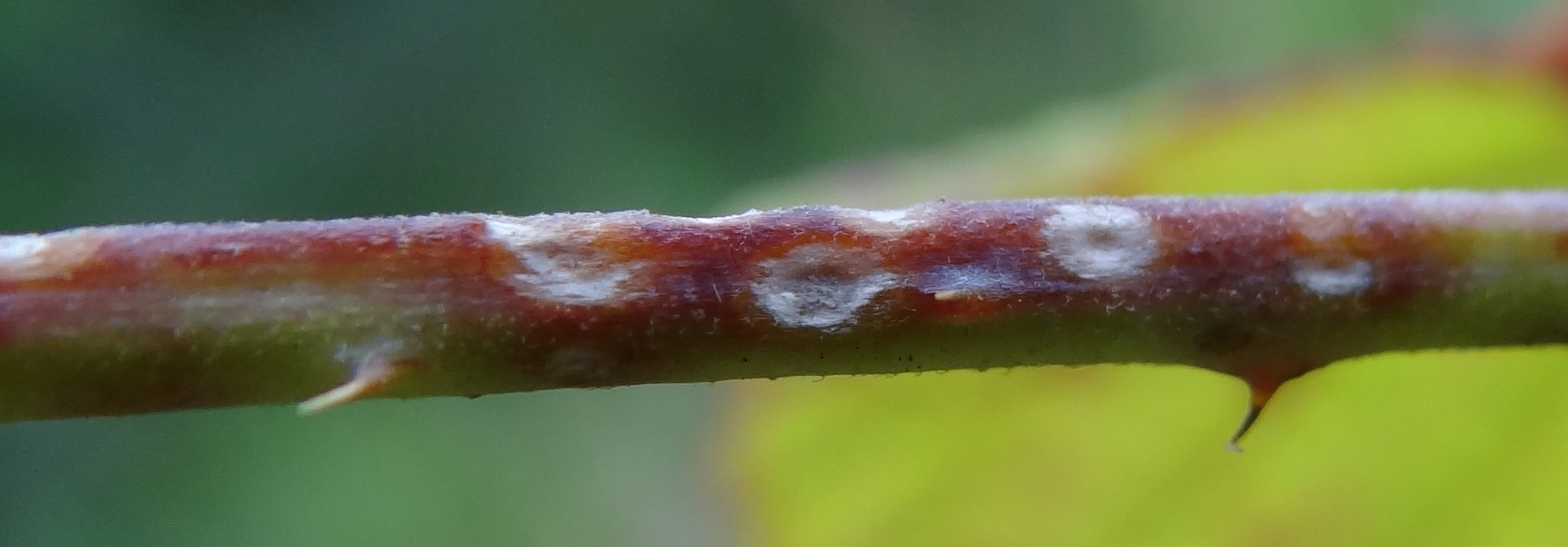
Plamy na pędzie

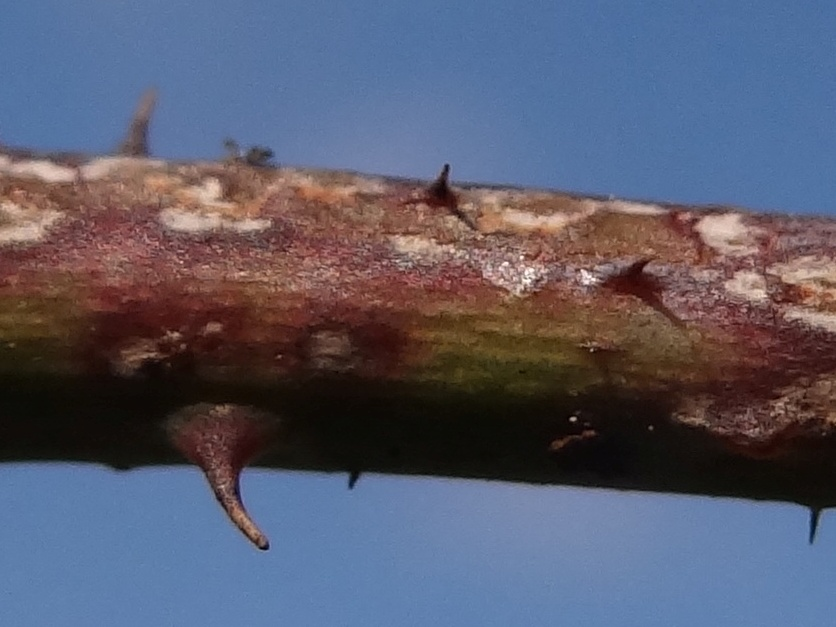
Plama na pędzie

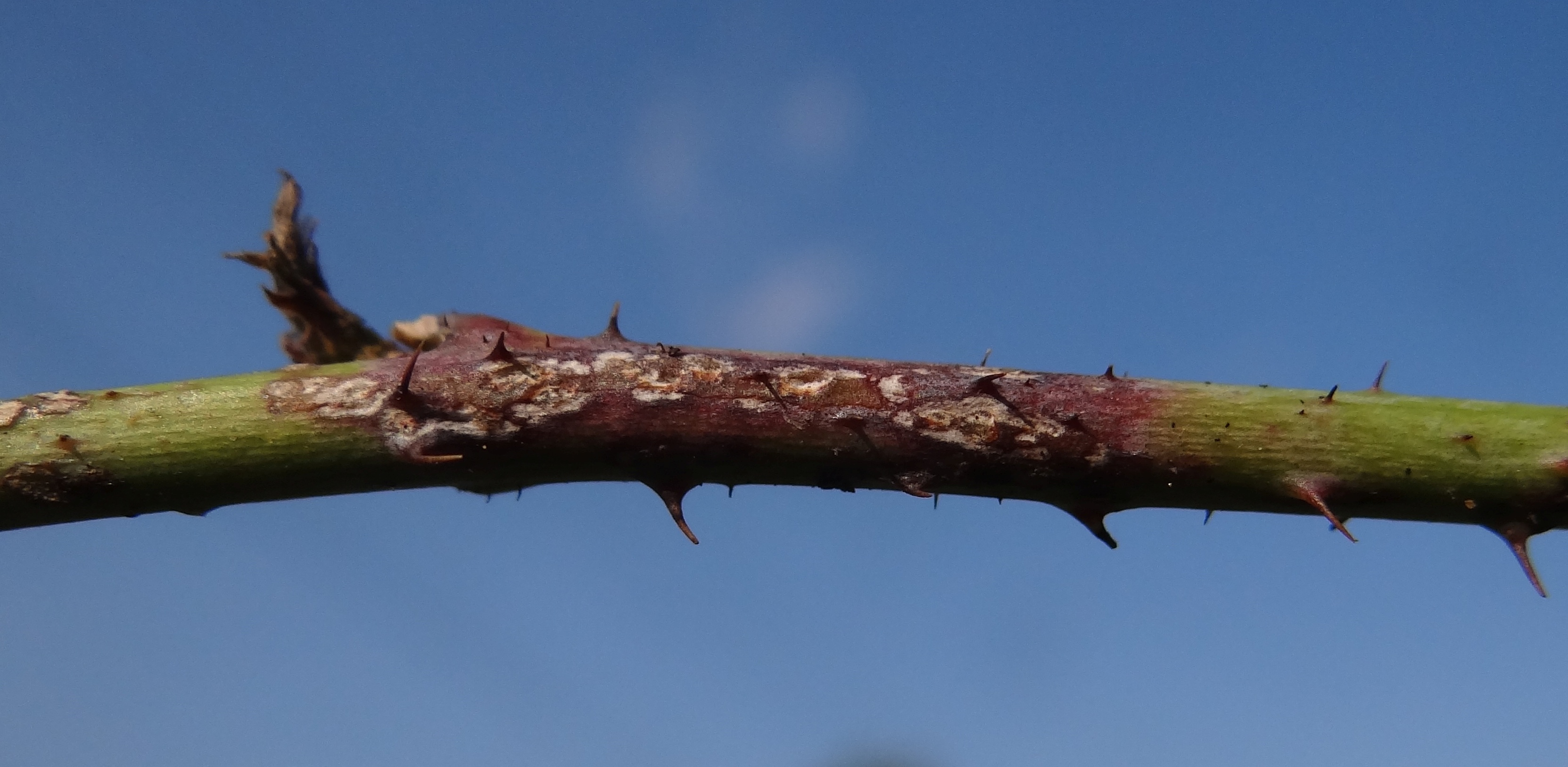
Porażony pęd

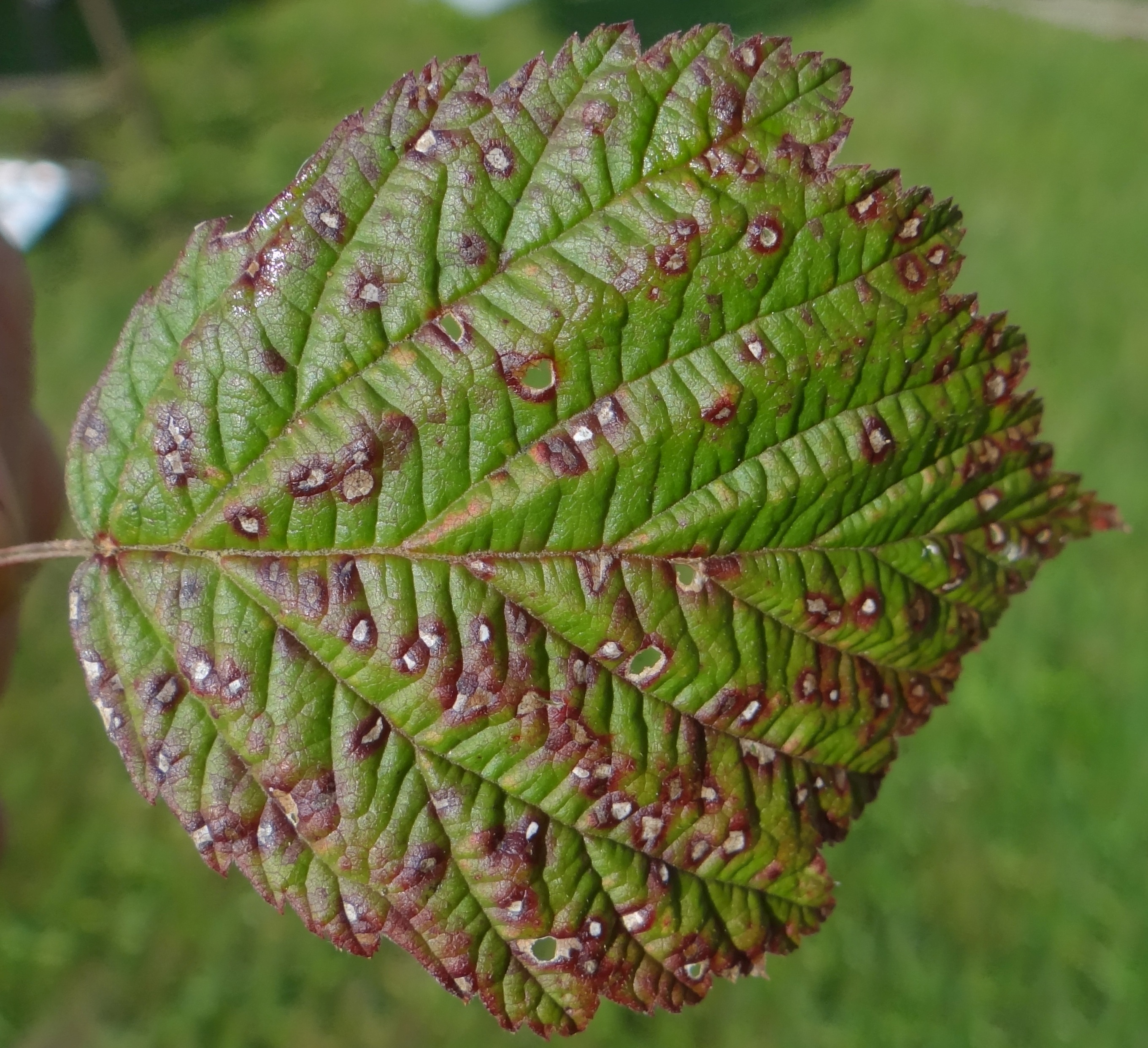
Objawy na liściu

Antraknoza maliny i jeżyny (ang. antracnose of raspberry, cane spot of raspberry), zwana też antraknozą maliny lub antraknozą jeżyny – grzybowa choroba roślin atakująca maliny i jeżyny. Jest to choroba z grupy antraknoz, wywołana przez Elsinoë veneta.

## Występowanie i szkodliwość
Choroba występuje na niektórych dziko rosnących gatunkach malin i jeżyn, oraz na plantacjach tych roślin. Występuje we wszystkich rejonach ich uprawy, ale w różnym nasileniu. W Polsce najczęściej i w największym nasileniu występuje w zachodnich rejonach kraju. Podatna jest na nią większość uprawianych odmian maliny. Jest jedną z groźniejszych chorób maliny i jeżyny. W trzystopniowej skali szkodliwości ma stopień drugi (choroba ważna). W sprzyjających patogenowi warunkach, czyli przy długotrwałej, deszczowej pogodzie może silnie porazić plantację, spowodować przedwczesne opadanie liści i duże straty plonu. Czasami silnie porażone pędy zamierają lub zimą przemarzają, przy silnym porażeniu dochodzi czasami także do przedwczesnego opadania liści.

## Objawy
Patogen poraża wszystkie nadziemne części rośliny. W miejscu infekcji na młodych pędach tworzą się purpurowe plamki. Początkowo są one niewielkie, rozrastają się jednak, równocześnie zmieniając barwę na białoszarą, tylko obrzeże plam pozostaje fioletowo-czerwone. Na plamach tych można dostrzec szaroczarne acerwulusy, w których powstają zarodniki konidialne. Z czasem kora w miejscu plam pęka, a pęknięcia te są szczególnie głębokie na pędach dwuletnich. Czasami w miejscu plam wyrastają zniekształcone pędy boczne, a powstające na nich owoce są zdeformowane. Choroba atakuje także ogonki liściowe, szypułki kwiatowe, kwiaty i owoce. Liście atakowane są rzadko – tylko w warunkach długotrwałej wilgotnej pogody. Plamy powstające na zaatakowanych częściach roślin są podobne do tych na pędach, zwykle jednak są drobniejsze. Jeśli z porażonych kwiatów powstaną owoce, są drobniejsze, zielone i często zasychają. Czasami porażone zostają bezpośrednio pojedyncze owoce – wówczas  brunatnieją, marszczą się i zasychają.

## Etiologia i epidemiologia
Wywołujący chorobę grzyb zimuje zarówno na opadłych liściach, jak i na porażonych pędach. Na martwych pędach i liściach jako saprotrof rozwija się forma płciowa, wiosną wytwarzająca zarodniki workowe dokonujące infekcji pierwotnej. Na infekcję szczególnie podatne są młode pędy. Infekcji i rozwojowi choroby sprzyja długotrwała wilgotna pogoda i temperatura 18-25 °C. W sezonie wegetacyjnym w porażonych częściach rośliny wytwarzane są zarodniki konidialne dokonujące infekcji wtórnych i rozprzestrzeniające chorobę.

## Ochrona
Zapobiega się chorobie poprzez:
- uprawianie odmiany mało podatnych,
- przewietrzanie plantacji i niedopuszczanie do zagęszczenia plantacji poprzez usuwanie chwastów, uprawę przy drutach i usuwanie nadmiaru pędów,
- prawidłowe nawożenie azotem,
- unikanie deszczowania,
- wycinanie do końca maja wszystkich latorośli, a zaraz po zbiorach pędów owoconośnych,
- usuwanie z pobliża plantacji dziko rosnące malin i jeżyn, gdyż mogą one stanowić źródło infekcji[3].

Wszystkie te zabiegi agrotechniczne chronią maliny także przed innymi chorobami grzybowymi. W przydomowych uprawach mogą wystarczyć. Na plantacjach zabiegi chemiczne stosowane do zwalczania takich chorób, jak zamieranie malin, czy szarej pleśni zwalczają również antraknozę. Przy wilgotnej pogodzie należy je kontynuować również po zbiorze owoców, zarówno na plantacjach, jak i matecznikach. Stosuje się w tym celu fungicydy zawierające tiofanat metylowy oraz niektóre triazole (np. tetrakonazol) i strobiluryny (np. trifloksystrobina). Należy wykonać po zbiorze owoców jeszcze 2–3 zabiegi tymi preparatami.